# B205 (核施設)
B205 はイングランド北部セラフィールドにあるマグノックス炉核燃料再処理工場である。リン酸トリブチル（TBP）を利用したPUREX法を採用したプラントで、使用済み核燃料からプルトニウムおよびウランを抽出していた。 当初は英国原子力エネルギー庁（UKAEA）が 所管していたが、1971年から英国核燃料会社（BNFL）に移管された。
英国初の核燃料再処理工場であるB204の代替として建設され, これに合わせてB204はB205の前処理工場に転換、1969年, 操業が再開された。1973年にはB204の暴走事故により施設全体および作業員34名が106Ruで汚染されたため、1年間に渡って修理のため運転停止された。B204はこの事故により閉鎖された。
操業中、35,000トン以上の使用済みマグノックス燃料を処理し、15,000トン以上のウランを核燃料サイクルに戻してきた。
マグノックス炉が運転終了,  使用済み燃料の再処理が完了した2022年に廃止された。

## 再処理工程
再処理は基本的にミキサセトラを用いて行われる。まず最初に使用済み核燃料を溶解槽に投入し、硝酸で溶解する。液温と酸性度を適切な範囲に制御しながら反応を進め、溶液を1段目のミキサセトラに注入する。ここでリン酸トリブチルを用いた溶媒抽出法によりウランおよびプルトニウムをケロシンなどの有機溶媒相、それ以外の核分裂生成物等を水相に分離する。この段階で核分裂生成物のほとんどが除去されるため、後工程における放射線による溶媒の劣化を防ぐことができる。
ウラン、プルトニウムおよび残りの核分裂生成物を含む有機溶媒相は次のミキサセトラに導かれ、液-液抽出によりウランおよびプルトニウムを含む水相と核分裂生成物を含む水相に分離される。ウランとプルトニウムは、還元剤を用いてプルトニウムのみを不溶性の塩として固液分離することで分離回収される。残留する核分裂生成物を除去して純度を上げる場合には、追加のミキサセトラを用いて上記のプロセスを繰り返す。
ウランとプルトニウムは、それぞれ蒸発・乾燥させて後工程に送られる。

## 参照
- 再処理ウラン
- ミキサセトラ